# Nans Peters
Nans Peters (n. 12 martie 1994, Grenoble, Franța) este un ciclist francez, membru al echipei Ag2r-La Mondiale. De-a lungul carierei a câștigat o etapă din Turul Italiei 2019 și o etapă din Turul Franței 2020.

## Rezultate în Marile Tururi

### Turul Franței
1 participare
- 2020: câștigător al etapei a 8-a

### Turul Italiei
1 participare
- 2019: câștigător al etapei a 17-a

### Turul Spaniei
1 participare
- 2018: locul 72